# Cratere Soi
Soi è un cratere sulla superficie di Titano.